# 3099 Hergenrother
3099 Hergenrother eller 1940 GF är en asteroid i huvudbältet som upptäcktes den 3 april 1940 av den finske astronomen Yrjö Väisälä vid Storheikkilä observatorium. Den är uppkallad efter den amerikanske astronomen Carl W. Hergenrother.
Asteroiden har en diameter på ungefär 14 kilometer.